# 上湧別町
上湧別町（日语：／ Kamiyūbetsu chō */?）位於北海道網走支廳中部。轄區內以平原為主，並有湧別川通過，是日本最北端的蘋果產地。其識別象徵物為鬱金香妖精。因為與湧別町相較位於湧別川上流，因此命名為「上湧別」。湧別之名則是源自阿伊努語的「yupe」意思為鱘魚。2009年10月5日，與湧別町新設合併為新湧別町。

## 歷史
- 明治初期：開始有移民進入進行開墾，並與原住民阿伊努族的一起經營漁業和狩獵。[1]
- 1897年：屯田兵進駐，成為有399戶的村落。
- 1906年4月1日：湧別村成為北海道二級村。[3]
- 1910年4月1日：湧別村分割為下湧別村（現在的湧別町）和上湧別村，分村時上湧別村有居民1,230戶，5,833人。
- 1919年4月1日：遠輕村（現在的遠輕町）從上湧別村分割獨立設置為北海道二級村。
- 1923年：名寄本線通車。
- 1938年4月1日：上湧別村成為北海道一級村。
- 1953年：湧網線通車。
- 1953年9月29日：改制為上湧別町。

## 產業
主要產業是農業、酪農。

## 交通

### 機場
- 紋別機場（位於紋別市）

### 鐵路
- 過去曾經有名寄本線和湧網線通過站，現皆已於廢線。

### 道路
| 一般國道 - 國道238號 - 國道242號 | 道道 - 北海道道336號上社名淵上湧別線 - 北海道道404號上湧別停車場線 - 北海道道712號綠蔭中湧別停車場線 |

## 觀光景點

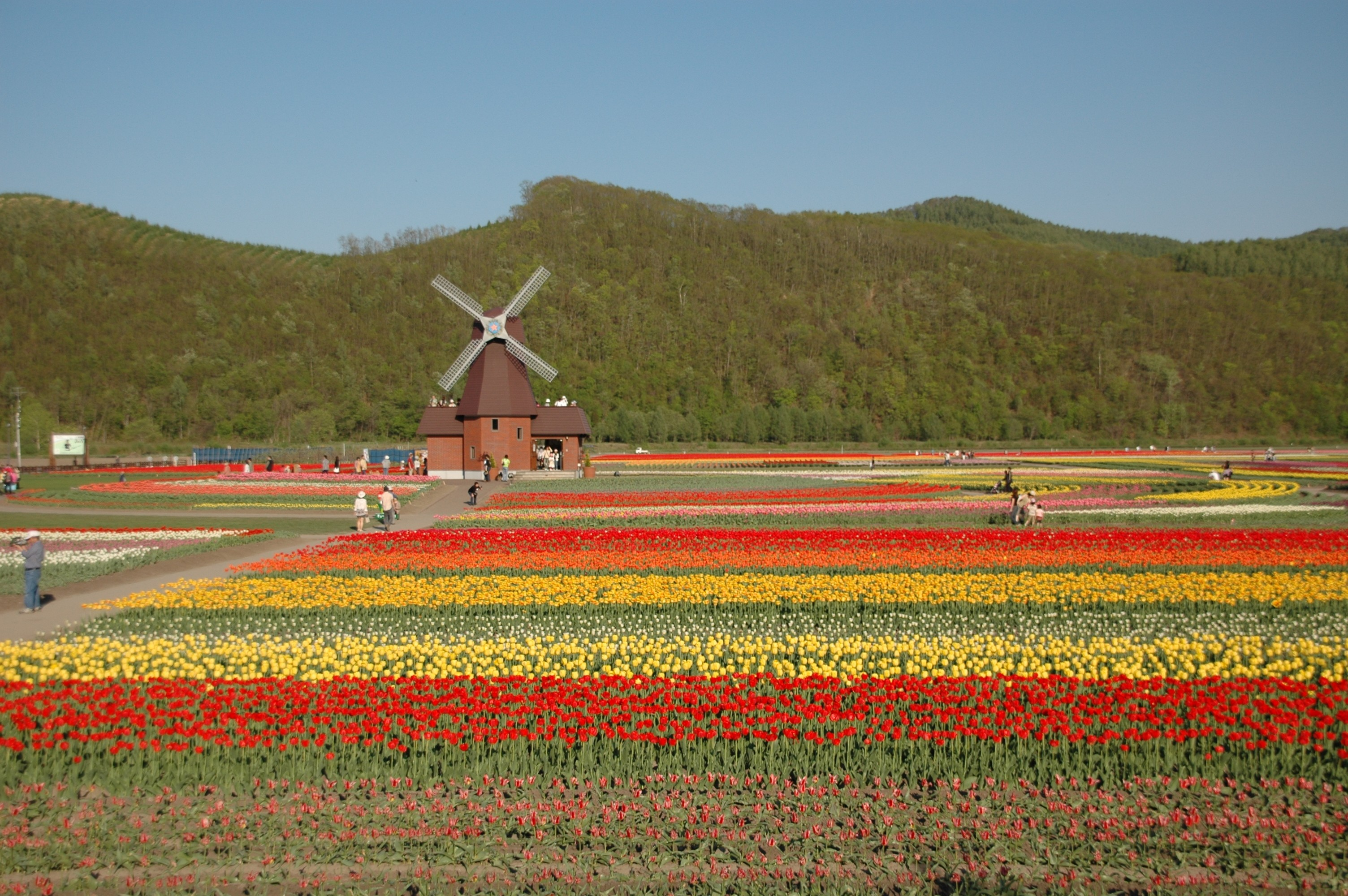
鬱金香博覽會

- 上湧別町故鄉館
- 五鹿山公園露營場
- 上湧別町鬱金香公園

### 祭典
- 鬱金香博覽會（5～6月）
- 七夕祭（8月）
- 湧別原野100km滑雪橫越大賽（2月第4個星期日）

## 教育

### 高等學校
- 道立北海道湧別高等學校（页面存档备份，存于）

### 中學校
- 上湧別町立上湧別中學校

### 小學校
| - 上湧別町立開盛小學校 - 上湧別町立上湧別小學校 | - 上湧別町立中湧別小學校 - 上湧別町立富美小學校 |

## 姊妹市・友好都市

### 日本
- 新篠津村（北海道石狩支廳）：由於在1952年起的三年，有約30人從上湧別町遷移到新筱津村，促成兩地之交流，並於2003年9月29日締結友好都市。[4]
- 中山町（愛媛縣）：於2003年9月29日締結友好都市，現已併入伊予市。

### 海外
- 怀特考特（英语：Whitecourt）（加拿大 亞伯達省）

## 外部連結
- （日語）上湧別町觀光協會（页面存档备份，存于）
- （日語）湧別原野100km滑雪橫越大賽（页面存档备份，存于）
- （日語）上湧別町河濱高爾夫球場
- （日語）上湧別町商工會
- （日語）遠湧農會（页面存档备份，存于）（遠輕町、上湧別町之聯合農會）
- （日語）上湧別町衛生醫院（页面存档备份，存于）
- （日語）札幌上湧別町同鄉會（页面存档备份，存于）